# Penzberg
Penzberg (pronunciación en alemán: /ˈpɛnt͡sˌbɛʁk/ⓘ) es una ciudad del distrito de Weilheim-Schongau, en Baviera, Alemania. Está ubicada a unos 50 km al sur de Múnich y tiene una población de 16262 habitantes (2015). Históricamente Penzberg era una mina de carbón, aunque en la actualidad se la conoce por su industria farmacéutica.

## Historia
La primera vez que se menciona un asentamiento en el lugar fue en un contrato de 1275, donde aparece como Poennesperch. En esa ocasión fue vendido a la Abadía de Benediktbeuern. 
La extracción superficial de carbón comenzó en el siglo XVI, aunque se detuvo durante la Guerra de los 30 años y dejó de explotarse hasta 1800. 
En 1919 Penzberg recibió privilegios de ciudad.
Un bombardeo de los aliados durante la Segunda Guerra Mundial, el 16 de noviembre de 1944, produjo daños severos en la ciudad, incluyendo a la iglesia parroquial, aunque no afectó a la mina de carbón, el corazón de la vida económica de la ciudad.
Siguiendo la política de tierra quemada de Hitler (Decreto Nero), los líderes locales nazis quisieron hacer explotar la mina de carbón, por lo que el 28 de abril de 1945 el alcalde socialdemócrata de Penzberg hasta la ocupación nazi en 1933 y otros derrocaron al alcalde nazi. No obstante, no pasó mucho tiempo hasta que el oficial al mando de la unidad Wehrmacht arrestó a los responsables de la revuelta. Cuando, la mañana de ese mismo día, Gauleiter Paul Giesler tuvo noticia del incidente, dio la orden de ejecución sumaria de los líderes del motín. Para llevarlo a cabo se envió a un grupo Werwolf de unos 100 efectivos para atacar el ayuntamiento que arrestó y disparó a Rummer y a otros siete compañeros. Esa misma noche otros ocho sospechosos de la resistencia alemana fueron ahorcados. Entre las víctimas se encontraban dos mujeres, una de ellas embarazada. Justo al día siguiente, llegaron las tropas americanas. La masacre se conoce como la Penzberger Mordnacht (Noche de los asesinatos de Penzberg).

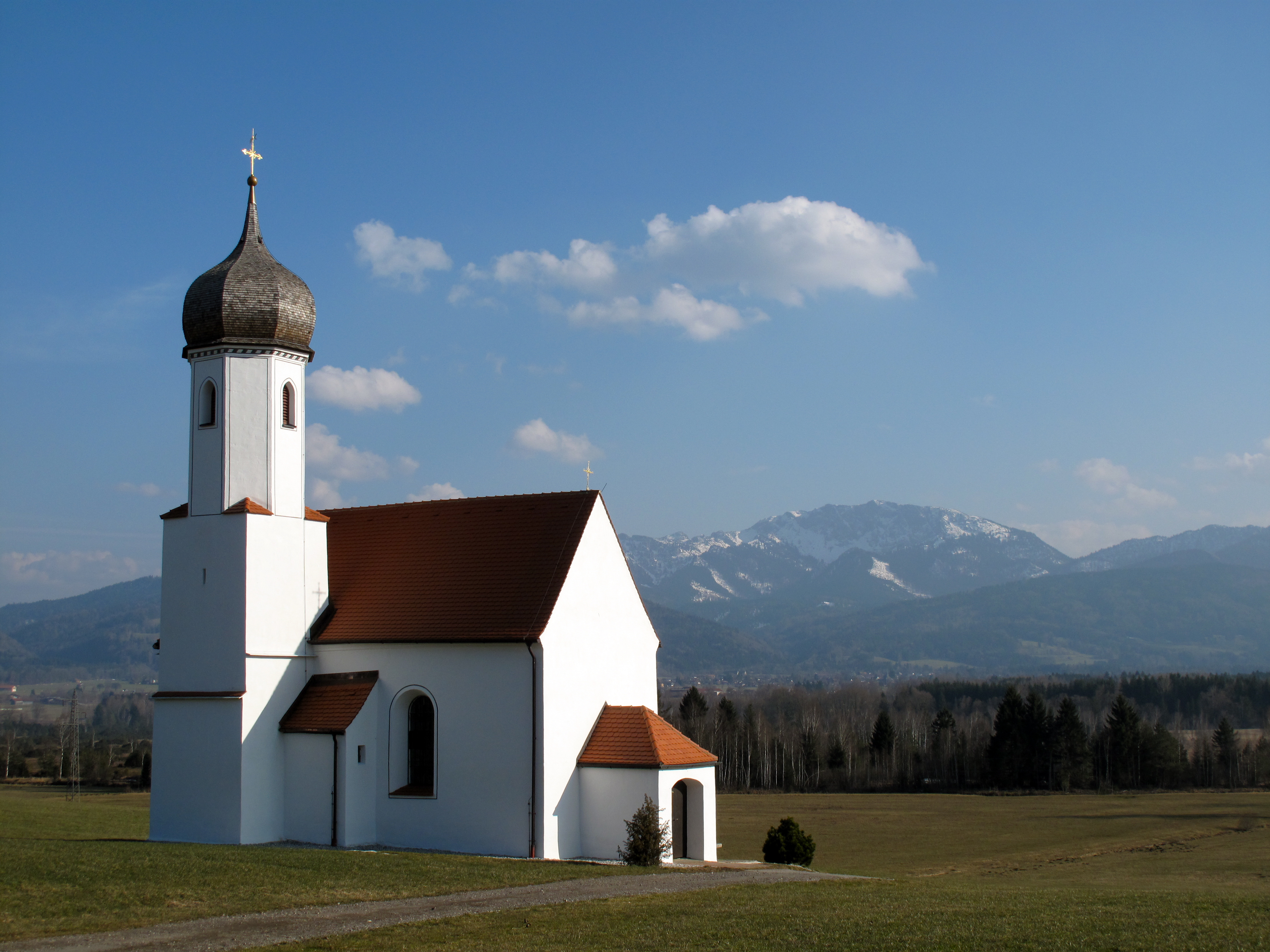

Finalmente la mina no se destruyó y permaneció abierta hasta que, en 1966, se cerró definitivamente por razones económicas. La central eléctrica adyacente permaneció abierta hasta 1971.

## Transporte
El principal medio de transporte de la ciudad es la estación de Kochelsee

## Edificios singulares
- Oficina de correos, de Robert Vorhoelzer, en el entonces dominante "Heimatstil", 1922-1923.